# Laura Nagel
Laura Nagel (* 11. Februar 1992 in Napier) ist eine neuseeländische Leichtathletin, die im Mittel- und Langstreckenlauf an den Start geht. 2024 wurde sie in Suva Ozeanienmeisterin im 1500-Meter-Lauf.

## Sportliche Laufbahn
Erste internationale Erfahrungen sammelte Laura Nagel im Jahr 2010, als sie bei den Juniorenweltmeisterschaften im kanadischen Moncton in 9:25,91 min auf den 16. Platz im 3000-Meter-Lauf gelangte. Zudem begann sie im selben Jahr ein Studium am Providence College in den Vereinigten Staaten. Nach Abschluss ihres Studiums beendete sie kurzzeitig ihre aktive Karriere, ehe sie ab 2021 wieder offizielle Wettkämpfe bestritt. 2024 gewann sie bei den Ozeanienmeisterschaften in Suva in 4:22,10 min die Goldmedaille im 1500-Meter-Lauf. Im Jahr darauf schied sie bei den Hallenweltmeisterschaften in Nanjing mit 4:18,61 min in der Vorrunde aus.
In den Jahren  2022, 2023 und 2025 wurde Nagel neuseeländische Meisterin im 1500-Meter-Lauf sowie 2017 und 2022 und 2023 und 2025 über 5000 Meter. 2016 wurde sie Landesmeisterin im 10-km-Straßenlauf.

## Persönliche Bestzeiten
- 1500 Meter: 4:06,31 min, 12. Juli 2024 in Dublin
  - 1500 Meter (Halle): 4:18,61 min, 21. März 2025 in Nanjing
- 3000 Meter: 8:59,05 min, 9. Juli 2024 in Cork
  - 3000 Meter (Halle): 9:01,35 min, 7. Februar 2014 in Boston
- 5000 Meter: 15:35,05 min, 9. Juni 2024 in Portland
  - 5000 Meter (Halle): 15:42,60 min, 7. Dezember 2013 in Boston
- 10.000 Meter: 33:46,69 min, 18. April 2013 in Walnut
- 10-km-Straßenlauf: 34:25 min, 1. Juli 2017 in Gold Coast